# Charlot au music-hall
Pour plus de détails, voir Fiche technique et Distribution.
Charlot au music-hall (titre original : A Night in the Show)  est une comédie burlesque américaine réalisée par Charlie Chaplin, sortie le 20 novembre 1915.

## Synopsis
M. Pest, un gentleman alcoolique, se rend au music-hall. Il a bien du mal à trouver sa place, dérangeant de nombreuses fois les spectateurs déjà assis ainsi que les musiciens de l'orchestre.

Dans le même temps, M. Rowdy, un autre spectateur situé à l'étage, perturbe parfois malgré lui le bon déroulement des différents numéros présentés dont un charmeur de serpents, une danseuse orientale, un cracheur de feu.

## Fiche technique
- Titre original : A Night in the Show
  - Titre alternatif : Charlie at the Show
- Titre : Charlot au music-hall
- Réalisation : Charlie Chaplin
  - Assistant réalisateur : Ernest Van Pelt
- Scénario : Charlie Chaplin
- Photographie : Harry Ensign, Roland Totheroh
- Montage : Charlie Chaplin (non crédité)
- Direction artistique : Emil Tissot Mazy
- Producteur : Jess Robbins
- Société de production : Essanay Studios
- Société de distribution : General Film Company (1915)
- Pays de production :  États-Unis
- Langue : film muet avec les intertitres en anglais
- Format : noir et blanc - 35 mm - 1,33:1  -  Muet
- Genre : Comédie, Film burlesque
- Longueur : deux bobines (529 mètres)
- Durée : 24 minutes
- Date de sortie : 20 novembre 1915
- Licence : Domaine public

## Distribution
- Charlie Chaplin : M. Pest et M. Rowdy
- Edna Purviance : la dame dans la loge avec le collier
- Charlotte Mineau : une dame dans la loge
- Dee Lampton : le gros garçon
- Leo White : le Français / le nègre
- Wesley Ruggles : le deuxième homme au balcon au premier rang
- John Rand : le chef d'orchestre
- James T. Kelley : le chanteur et joueur de trombone
- Paddy McGuire : le joueur de clarinette
- May White : la grosse dame / la charmeuse de serpent
- Phyllis Allen : une dame dans le public
- Fred Goodwins : un gentleman dans le public
- Charles Inslee : le joueur de tuba
- Lloyd Bacon : l'homme au balcon